# Coltello da formaggio

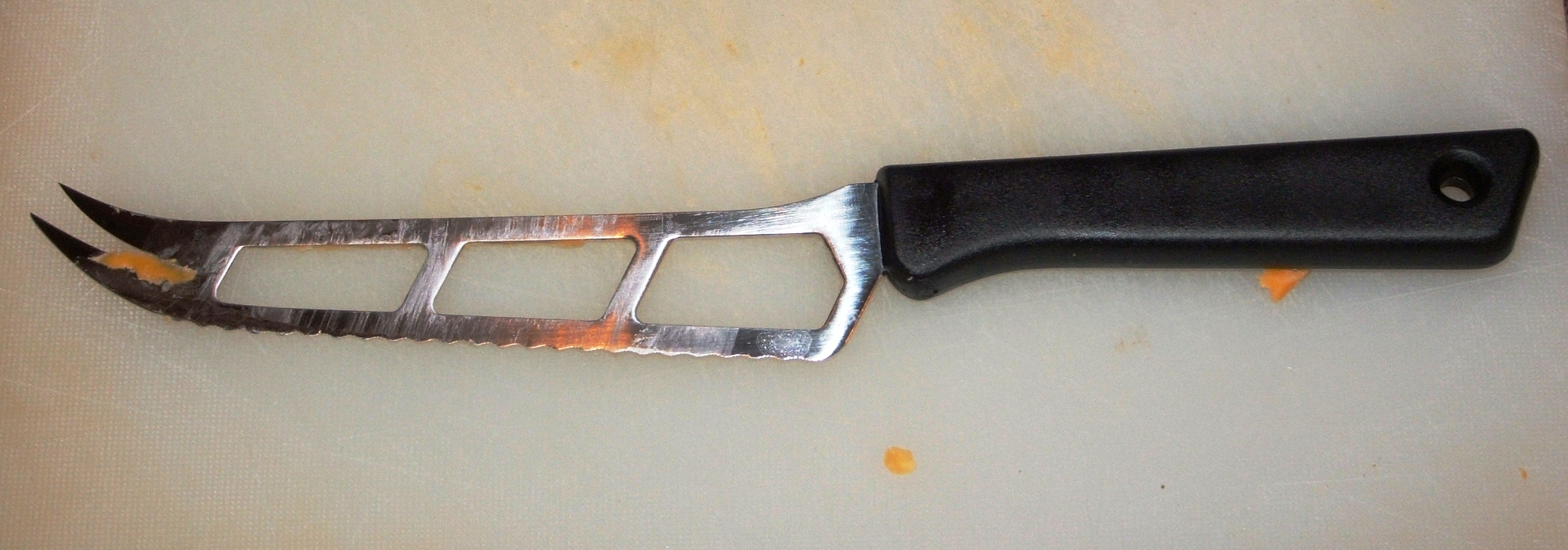
Coltello da formaggio con lama cava

Il coltello da formaggio è una tipo di coltello usato per tagliare il formaggio.

## Tipologie di coltelli

### Per tagliare le forme di formaggio
Per tagliare le forme di formaggio possono essere utilizzate due tipologie di coltello: a doppio manico, per tagliare in modo preciso le forme di formaggio oppure, per i formaggi che sono stati realizzati con una pasta pressata, quali il Montasio, la Fontina o l'Asiago, il filo di formaggio.

### Da tavola
Esistono diverse tipologie di coltelli da formaggio, a seconda del tipo di formaggio che deve essere tagliato. 
- Affetta formaggio: un tipo di coltello che realizza delle fette di formaggio estremamente sottili.
- A lama "a ginocchio": utilizzato per formaggi che hanno la consistenza dello stracchino o della robiola, ha una distanza tra il manico e la lama e su questa è presente una zigrinatura che facilita l'accompagnamento della fetta tagliata dal vassoio al piatto del commensale.
- A punta biforcuta o a lama ricurva: per permettere al commensale di prendere una parte di formaggio posto sul vassoio e metterlo nel proprio piatto.
- A pala a lama rigida: per tagliare quella tipologia di formaggi che hanno la consistenza dell'Emmental.
- Tagliagrana: usato per i formaggi granulosi come il Parmigiano Reggiano o il Grana Padano, per creare degli spicchi. La lama è corta e ha la forma di una mandorla, mentre il manico è un pomello.[1]